# Série de pièces commémoratives américaines des généraux 5 étoiles
La série de pièces commémoratives américaines des généraux 5 étoiles est une série commémorative, non circulante, émise par la Monnaie des États-Unis en 2013 et frappée aux Monnaies de Philadelphie, de San Francisco et de West Point.
Elle est autorisée par la loi publique 111-262 qui demande au Secrétaire au Trésor de frapper des pièces commémoratives en l'honneur des généraux 5 étoiles George Marshall, Douglas MacArthur, Dwight Eisenhower, Henry Arnold et Omar Bradley, pour coïncider avec la célébration du 132e anniversaire de la création de l'United States Army Command and General Staff College (CGSC), à Fort Leavenworth, au Kansas, dont ils sont d'anciens élèves. 
La série comprend une pièce de 5 dollars en or, une pièce de 1 dollar en argent et une pièce d'un demi-dollar en alliage cuivre-nickel. Les bénéfices tirés de la vente sont versés à la fondation CGSC pour l'aider à financer ses activités de soutien au collège.

## Contexte
Le United States Army Command and General Staff College (CGSC) à Fort Leavenworth, au Kansas, est une école supérieure destinée aux officiers de l'armée américaine et des services frères, aux représentants interagences et aux officiers militaires internationaux. L'école est créée en 1881 par William Tecumseh Sherman sous le nom de School of Application for Infantry and Cavalry (plus tard simplement Infantry and Cavalry School), une école de formation pour les officiers d'infanterie et de cavalerie. En 1907, elle change de nom pour devenir School of the line. Le programme d'études se développe tout au long de la Première Guerre mondiale, de la Seconde Guerre mondiale, de la guerre de Corée et de la guerre du Viêt Nam, et continue de s'adapter pour intégrer les enseignements tirés des conflits actuels.

## Législation
le projet de loi H.R. 1177 est introduit à la Chambre le 25 février 2009 par le représentant démocrate du Kansas, Dennis Moore (en). Il demande la frappe des pièces en reconnaissance de 5 généraux 5 étoiles de l'armée américaine : George Marshall, Douglas MacArthur, Dwight Eisenhower, Henry Arnold et Omar Bradley, tous anciens élèves du United States Army Command and General Staff College (CGSC). Les pièces célébrent le 132e anniversaire de la création du CGSC.
La Chambre approuve le projet le 20 mai 2010 et l'envoie au Sénat, qui l'approuve également le 28 septembre. Il est présenté au président Barack Obama qui le signe le 8 octobre pour en faire la loi publique 111-262.

## Dessins

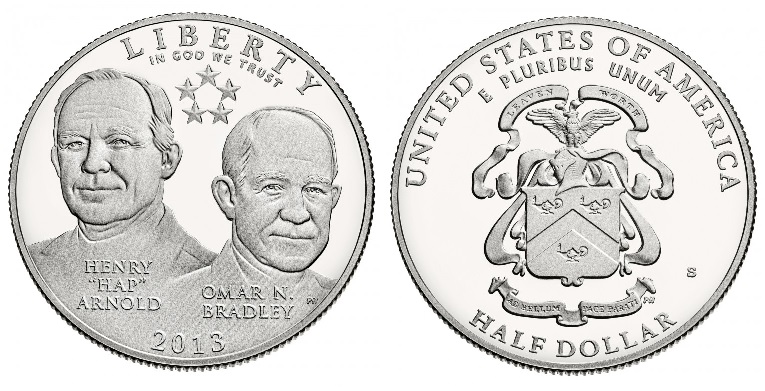
L'avers (à gauche) et le revers (à droite) de la pièce d'un demi-dollar des généraux 5 étoiles.

Les dessins des trois pièces commémoratives sont révélés au public le 18 octobre 2012. 

### Demi-dollar
L'avers du demi-dollar des généraux 5 étoiles, conçu et gravé par Phebe Hemphill, représente les portraits des généraux Henry Arnold et Omar N. Bradley avec l'insigne des cinq étoiles au centre. Les inscriptions comprennent LIBERTY, IN GOD WE TRUST, HENRY HAP ARNOLD, OMAR N. BRADLEY et la date d'émission, 2013,,.
Le revers de la pièce, également œuvre de Phebe Hemphill, représente le blason héraldique de Fort Leavenworth avec les inscriptions du pays émetteur, UNITED STATES OF AMERICA, la devise latine E PLURIBUS UNUM et la valeur faciale HALF DOLLAR,,.

### Dollar
L'avers du dollar en argent, créé par Richard Masters, du programme Artistic Infusion (AIP) et gravé par Joseph Menna, présente les portraits des généraux George C. Marshall et Dwight D. Eisenhower sur un fond rayé avec, au centre, l'insigne des cinq étoiles. Eisenhower figure déjà sur un dollar en argent émis en 1990 pour le centenaire de sa naissance. Les inscriptions comprennent les noms des généraux, GEORGE C. MARSHALL et DWIGHT D. EISENHOWER, la devise IN GOD WE TRUST, LIBERTY et la date d'émission, 2013,,.
Le revers de la pièce, réalisé par Barbara Fox, de l'AIP et sculpté par Joseph Menna. présente une image de la lampe de Leavenworth, dans un dessin similaire à celui de la pièce d'or de 5 dollars émise dans le cadre du même programme. Les inscriptions sont UNITED STATES OF AMERICA, ONE DOLLAR, E PLURIBUS UNUM, U.S. ARMY COMMAND AND GENERAL STAFF COLLEGE et FORT LEAVENWORTH,,.

### Half eagle
L'avers de la pièce d'or, conçu par Ronald D. Sanders également de l'AIP et sculpté par Michael Gaudioso, représente un portrait de Douglas MacArthur avec l'insigne des 5 étoiles à droite du portrait. Les inscriptions comprennent LIBERTY, IN GOD WE TRUST, DOUGLAS  MACARTHRUR et la date d'emission, 2013,,.
Le revers de la pièce représente la lampe de Leavenworth, qui symbolise le Collège de commandement et d'état-major général. Il est dessiné par Barbara Fox et sculpté par Joseph Menna. Les inscriptions comprennent UNITED STATES OF AMERICA, E PLURIBUS UNUM, FIVE DOLLARS et FORT LEAVENWORTH,,.

## Production et vente
La loi qui autorise la frappe de la série commémorative permet une émission maximale de 100 000 pièces de 5 dollars, 500 000 pièces de 1 dollar et 750 000 pièces d'un demi-dollar. La Monnaie de Philadelphie frappe les pièces de 5 et 0,5 dollars en version brillant universel, celle de San Francisco se charge des finitions belle épreuve des trois pièces et sa consœur de West Point émet le dollar en brillant universel. Elles sont disponibles à la vente à partir du 21 mars 2013 au prix d'introduction de 485,50 et 480,50 dollars le half eagle en version belle épreuve et brillant universel, respectivement, 54,95 et 50,95 dollars pour la pièce de 1 dollar et 17,95 et 16,95 dollars pour le demi-dollar. Le prix des pièces en or et en argent augmente de 5 $ le 20 avril et celle en cupronickel de 4 $ le même jour,.
Un total de 21 501 pièces de 5 dollars est vendu — 15 834 exemplaires en belle épreuve et 5 667 en brillant universel — tandis que la pièce de 1 dollar s'écoule au nombre de 103 921 unités dont 69 283 belle épreuve et 34 638 brillant universel. Le nombre de demi-dollars vendus est de 85 421 exemplaires — 47 326 en belle épreuve et 38 095 en brillant universel — le tout, très loin des émissions maximales autorisées.
Les bénéfices générés par la vente de la série sont distribués à la Fondation du Collège de commandement et d'état-major général pour aider à financer le Collège.